# آندریا لیو
آندریا لیو (انگلیسی: Andreea Laiu؛ زادهٔ ۱۵ مارس ۱۹۸۶) بازیکن فوتبال اهل رومانی است.
وی همچنین در تیم ملی فوتبال Romania بازی کرده‌است.